# Pardes (lenda)
Pardes - פרדס - pomar é o tema de uma agadá ("lenda") judaica sobre quatro rabbis do período Mishnaico (século I) que visitaram o Pomar (isto é, o Paraíso):
"Quatro homens entraram no pardes — Ben Azzai, Ben Zoma, Acher Elisha ben Abuyá, e o rabino Aquiba. Ben Azzai olhou e morreu; Ben Zoma olhou e enlouqueceu; Acher destruiu as plantas; Aquiba entrou em paz e partiu em paz"...

## Etimologia
A palavra hebraica פַּרְדֵּס (pardes - pomar)  é de origem Persa (em uma última analise do proto-iraniano "paridaiĵah")  e aparece várias vezes na Bíblia, principalmente no nome "jardim" de (Jardim do Éden). O persa é também a fonte da palavra paraíso no português via Latim paradīsus e na Grega como παράδεισος (parádeisos). Veja Paraíso para mais detalhes.

## Relato
A Aggadá com relação aos quatro Tannaim (sábios Mishnaicos do século I e II) é encontrada no Tosefta (Hagigah 2:2) e no (Talmude Babilônico Hagigah 14b, e no Talmude de Jerusalém; Hagigah 2:1). O contexto original no Tosefta é a restrição de transmitir ensinamentos místicos sobre a Carruagem exceto, em particular e para discípulos particularmente qualificados. A versão do Talmude Babilônico, que é a mais conhecida, pode ser traduzida:

Os rabinos ensinaram: Quatro entraram no Pardes. Eles eram Ben Azzai, Ben Zoma, Acher e Aquiba. Aquiba disse-lhes: "Quando você chegar ao lugar de pedras de mármore puro, não diga: 'Água! Água!' porque se diz: 'Aquele que fala inverdades não se colocará diante dos meus olhos' (Salmos 101: 7) ". Ben Azzai olhou e morreu. Quanto a ele, o versículo declara: "Preciosa aos olhos de Deus é a morte de Seus piedosos" (Salmos 116: 15). Ben Zoma olhou e foi ferido. Quanto a ele, o versículo declara: 'Você encontrou mel? Coma o quanto você precisar, para que você não fique cheio e vomite ”(Provérbios 25:16). Acher cortou as plantações. Aquiba entrou em paz e saiu em paz..

No comentário impresso ao lado do texto do Talmude, Rashi diz que Ben Azzai morreu olhando para a Presença Divina. O mal de Ben Zoma foi perder sua sanidade. "Cortar as plantações" de Acher no pomar refere-se a tornar-se um herege a partir da experiência. Acher significa "o outro", e é o termo talmúdico para o sábio Elisha ben Avuyá. Aquiba, em contraste com os outros três, tornou-se a principal figura rabínica da época. Versões da história também aparecem na literatura esotérica Literatura Heikalot.

## Exposição
Rashi explica que eles ascenderam ao Céu utilizando o Nome Divino, que pode ser entendido como alcançar uma elevação espiritual através das práticas de Meditação judaica. Os Tosafot,  comentários medievais sobre o Talmude, dizem que os quatro sábios "não subiram literalmente, mas pareciam para eles como se subissem". Por outro lado, rabbi Louis Ginzberg escreve na Enciclopédia Judaica (1901–1906)  que a jornada ao paraíso "deve ser tomada literalmente e não alegoricamente". De acordo com outra interpretação, PaRDeS-exegesis é um acrônimo para os 4 métodos tradicionais de exegese no judaísmo. Nesse sentido, eles eram os quatro meios de compreensão da Torá.

### Interpretação na Cabalá
Outra versão da lenda também é encontrada na literatura mistica (Zohar I, 26b e Tikunei HaZohar 40), que acrescenta à história:

O antigo Saba (um homem velho) levantou-se e disse (para Shimon bar Yohai ): "Rabbi, rabbi! Qual é o significado do que o rabino Aquiba disse aos seus alunos:" Quando você chega ao lugar de pedras de mármore puro, não diga 'Água! Água!' para que não se coloquem em perigo, pois se diz: 'Aquele que fala inverdades não ficará diante dos Meus olhos'. "Mas está escrito: Haverá um firmamento entre as águas e ele separará entre a água (acima do firmamento). ) e água (abaixo do firmamento) "(Gênesis 1: 6). Como a Torá descreve a divisão das águas em superior e inferior, por que deveria ser problemático mencionar essa divisão? Além disso, uma vez que existem águas superiores e inferiores Por que Aquiba os avisou: "Não digas: Água! Água!

A Lâmpada Sagrada (um título para Shimon bar Yochai) respondeu: "Saba, é apropriado que você revele esse segredo que os chevraya (círculo de discípulos de Rabbi Shimon) não entenderam claramente." 

O antigo Saba respondeu: "Rabbi, rabbi, Lâmpada Sagrada. Certamente as pedras de mármore puro são a letra yud - uma do yud superior da letra alef, e uma do yud inferior da letra alef. Aqui não há impureza espiritual, apenas pedras de mármore puro, então não há separação entre uma água e outra, elas formam uma unidade única do aspecto da Árvore da Vida , que é o vav no meio da letra alef. se ele tomar da Árvore da Vida (e comer e vive para sempre) '(Gênesis 3:22) ... "

Moisés Cordovero explica a passagem Zoharica em seu Pardes Rimonim ("Pomar de romãs"),  cujo título se refere à ascensão mística de Pardes ( Pardes : Shaar Arachei HaKinuim, entrada em Mayim-Águas). O significado da ascensão é entendido através do aviso de Aquiba. O perigo diz respeito à interpretação errônea do  antropomorfismo na Cabalá, introduzindo noções corporais no Divino. Emanações na Cabalá entre a Unidade Divina Ein Sof e a pluralidade da Criação. O erro místico fundamental envolve a separação entre transcendência divina e imanência divina como se fossem uma dualidade. Pelo contrário, todas as emanações cabalísticas não têm seu próprio ser, mas são anuladas e dependentes de sua fonte de vitalidade no Deus Único. No entanto, a Cabalá afirma que Deus é revelado através da vida de Suas emanações, o homem interagindo com a Divindade em um fluxo mútuo de "Luz Direta" de cima para baixo e "Luz Retornante" de Baixo para Acima. As sefirot, incluindo Sabedoria , Compaixão e Realeza, compreendem a vida dinâmica na Persona de Deus. No mais alto dos quatro mundos (Atzilut-Emanação), a anulação completa e Unidade das sefirot e Criação é revelada dentro de sua fonte Divina. A aparente separação pertence apenas, em graus sucessivos, aos três mundos inferiores e ao nosso reino físico (Malkut de Assiyá). A introdução da falsa separação provoca o exílio da Presença Divina dentro da Criação de Deus. Da explicação de Cordovero:

O significado da advertência de Aquiba é que os Sábios não devem declarar que existem dois tipos de água, uma vez que não existem, para que você não se coloque em perigo por causa do pecado da separação... As pedras de mármore representam a letra י (yud)... um yud no começo, e um yud no final... O primeiro é Sabedoria (Biná), o segundo Reinado (Malkut), que também é Sabedoria de acordo com a luz que retorna de Baixo para Acima. O superior é o yud do Tetragrama (primeira letra), enquanto o inferior é o yud de Adonai (última letra). A última é "águas femininas", e a primeira é "águas masculinas"... os aspectos internos e externos... significados pelos yud's de cima e de baixo da letra א (alef)... Cada um é uma pedra porque sua forma é redonda. Mármore branco indica Compaixão, similar a "águas de bondade"... Sabedoria é o "Yesh" Ser. O parentesco é "Shay" (invertido). Combinado eles formam שיש ("Shayish" - mármore). A letra ש (Shin) são as emanações divisórias. Quando as duas luzes se combinam como "mármore", os dois yud's combinam como um só... Essas águas são completamente puras ... Através da Compaixão, a filha (Malkut) é capaz de ascender "à casa de seu pai como em sua juventude". O firmamento entre eles e (carta ו (vav) no א (alef)), que é Compaixão, os une... Não há separação senão em um lugar de impureza espiritual, mas "Atzilut" .